# Mount Britannia
Mount Britannia är ett berg i Antarktis. Det ligger i Västantarktis. Argentina, Chile och Storbritannien gör anspråk på området. Toppen på Mount Britannia är 1 160 meter över havet.
Terrängen runt Mount Britannia är varierad. Trakten är glest befolkad. Närmaste befolkade plats är Gonzalez Videla Station, 14,4 kilometer sydväst om Britannia.